# Толоцкий, Евгений Степанович
Евге́ний Степа́нович Толо́цкий (1890—1959) — советский кораблестроитель, учёный в области судостроения и судоподъёма, главный конструктор Центрального конструкторского бюро (ЦКБ) «Балтсудопроект», доктор технических наук, профессор.

## Биография
Евгений Степанович Толоцкий родился 16 февраля 1890 года в Витебске, крещён 25 февраля того же года в Спасо-Преображенской церкви 164-го Закатальского пехотного полка. Затем семья переехала в Вышки Витебской губернии, учился в гимназии. В 1915 году, после окончания кораблестроительного отделения Петроградского политехнического института императора Петра Великого, работал в конструкторском бюро Балтийского завода. Одновременно обучался в Морском инженерном училище Императора Николая I. В 1916 году произведён в корабельные гардемарины-судостроители. 6 мая 1916 года, после сдачи экстерном экзаменов за курс Морского инженерного училища, произведён в подпоручики корпуса корабельных инженеров.
В 1918 году являлся производителем работ Комиссии по ликвидации заказов морского ведомства, был одним из организаторов перевода части кораблей из Балтики на Волгу в период гражданской войны. В 1919 году — наблюдающий 1 разряда за постройкой и ремонтом боевых кораблей Главного управления кораблестроения (Глакор). В 1920 году назначен помощником начальника чертёжной Главного морского технико-хозяйственного управления (ГМТХУ), а в 1922 году — старшим приёмщиком ГМТХУ и помощником начальника кораблестроительного отдела Технического управления.
В 1924 году был главным руководителем работ по подъёму госпитального судна «Народоволец» (водоизмещение 13 500 тонн), которое затонуло в 1920 году в Ленинграде на реке Неве у набережной Васильевского острова.
В конце 1920-х годов Центральное бюро морского судостроения (ЦБМС) под руководством Е. С. Толоцкого разрабатывало варианты «азовских перегрузочных шхун», но построены они были как небольшие каботажные сухогрузы типа «Пионер». В 1929 году по проекту группы ЦБМС под руководством Е. С. Толоцкого на Северной судостроительной верфи был построен грузопассажирский рефрижераторный теплоход «Феликс Дзержинский». Всего по проекту было построено 4 единицы. В 1931 году было сдано ещё одно головное судно по проекту ЦКБ (руководитель работ Е. С. Толоцкий) — грузопассажирский рефрижераторный теплоход «Волга», построенный на Адмиралтейском заводе. Являлся главным конструктором рефрижераторов типа «Тегеран» (построено два в 1931 году).
В годы Великой Отечественной войны оставался в блокадном Ленинграде. С 1941 года работал помощником главного конструктора завода № 189 (Балтийский завод им. С. Орджоникидзе) и начальником отдела общего проектирования КБ. В годы блокады участвовал в создании проекта малого тральщика, определил его главные размеры, производил расчёты винтов и винтомоторной группы, создавал чертежи для поточной постройки рейдовых тральщиков МТ2. Головной корабль строился в условиях блокады на Балтийском заводе 4 месяца 20 дней и был сдан в ноябре 1943 года.
Толоцкий был награждён медалью «За оборону Ленинграда» и орденом Красной Звезды в 1945 году.
В 1956 году по решению ВМФ ВС Союза ССР ЦКБ-50 разработало проект переоборудования грузового теплохода проекта 568 в средний десантный корабль проекта 572. Главным конструктором был Е. С. Толоцкий. Всего было построено 7 средних десантных кораблей данного проекта.
В конце 1950-х годов Толоцкий Е. С. был инициатором создания первой в стране научно-исследовательской и опытно-конструкторской лаборатории судовой акустики в ЦНИИ технологии судостроения .
В 1948 году Е. С. Толоцкий Высшей аттестационной комиссией утвержден в ученой степени доктора технических наук. Стал профессором.
Толоцкий был известным коллекционером книг, журналов и альманахов. В Российской государственной библиотеке хранится часть его коллекции. Также коллекционировал эксклюзивную мебель.
Умер Евгений Степанович Толоцкий в 1959 году.

## Семья
- Отец - Толоцкий Степан Петрович, дворянин, капитан 164-го пехотного полка. В 1907–1914 года - в отставке подполковником, затем командир пешей дружины. Полковник. Эмигрировал в Эстонию. Умер 22 мая 1929 в Валке.
- Мать - Толоцкая Клавдия Павловна (урожд. Игнатович).
- Жена - Масловская Екатерина Сергеевна, певица.